# Geum macneillii
Geum macneillii är en rosväxtart som beskrevs av J.-p. Bernard och R. Gauthier. Geum macneillii ingår i släktet nejlikrotsläktet, och familjen rosväxter. Inga underarter finns listade i Catalogue of Life.